# Club Atlético Antoniano
El Club Atlético Antoniano és un club de futbol espanyol amb seu a Lebrija, província de Sevilla, a la comunitat autònoma d'Andalusia. Fundat l'any 1964, juga a Segona Federació, i celebra els partits a casa a l'Estadio Municipal de Lebrija, amb una capacitat de 3.500 seients.

## Història
Fundat el 1964 com a Juventud Antoniana, el club va arribar per primera vegada a Tercera Divisió la temporada 1987-88, aconseguint una impressionant cinquena posició. En aquell any, però, el club es va fusionar amb la UB Lebrijana per crear el CD Lebrija, per tal de potenciar el futbol de la ciutat.
El 1994, quan es va desfer la fusió, l'Antoniano va ser refundat, i va tornar a la quarta divisió el 2001.

## Temporada a temporada

### Atlético Antoniano (1960)
| Temporada | Nivell | Divisió  | Lloc | Copa del Rei |
| --------- | ------ | -------- | ---- | ------------ |
| 1964–73   | —      | Regional | —    |              |
| 1973–74   | 6      | 2a Reg.  | 8è   |              |
| 1974–75   | 6      | 2a Reg.  | 8è   |              |
| 1975–76   | 6      | 2a Reg.  | —    |              |
| 1976–77   | 6      | 2a Reg.  | —    |              |
| 1977–78   | 7      | 2a Reg.  | —    |              |
| 1978–79   | 7      | 2a Reg.  | 7è   |              |
| 1979–80   | 7      | 2a Reg.  | 1r   |              |
| 1980–81   | 6      | 1a Reg.  | 5è   |              |

| Temporada | Nivell           | Divisió          | Lloc             | Copa del Rei     |
| --------- | ---------------- | ---------------- | ---------------- | ---------------- |
| 1981–82   | 6                | 1a Reg.          | 17è              |                  |
| 1982–83   | 7                | 2a Reg.          | 7è               |                  |
| 1983–84   | 7                | 2a Reg.          | 1r               |                  |
| 1984–85   | 6                | 1a Reg.          | 2n               |                  |
| 1985–86   | 5                | Reg. Pref.       | 16è              |                  |
| 1986–87   | 5                | Reg. Pref.       | 1r               |                  |
| 1987–88   | 4                | 3a               | 5è               |                  |
| 1988–1994 | com a CD Lebrija | com a CD Lebrija | com a CD Lebrija | com a CD Lebrija |

- 1 temporada a Tercera Divisió

### Atlético Antoniano (1994)
| Temporada | Nivell | Divisió    | Lloc | Copa del Rei |
| --------- | ------ | ---------- | ---- | ------------ |
| 1994–95   | 7      | 2a Reg.    | 1r   |              |
| 1995–96   | 6      | 1a Reg.    | 2n   |              |
| 1996–97   | 6      | 1a Reg.    | 1r   |              |
| 1997–98   | 5      | Reg. Pref. | 9è   |              |
| 1998–99   | 5      | Reg. Pref. | 8è   |              |
| 1999–00   | 5      | Reg. Pref. | 1r   |              |
| 2000–01   | 5      | Reg. Pref. | 1r   |              |
| 2001–02   | 4      | 3a         | 3rd  |              |
| 2002–03   | 4      | 3a         | 11è  |              |
| 2003–04   | 4      | 3a         | 13è  |              |
| 2004–05   | 4      | 3a         | 19è  |              |
| 2005–06   | 5      | 1a And.    | 8è   |              |
| 2006–07   | 5      | 1a And.    | 9è   |              |
| 2007–08   | 5      | 1a And.    | 1r   |              |
| 2008–09   | 4      | 3a         | 19è  |              |
| 2009–10   | 5      | 1a And.    | 4t   |              |
| 2010–11   | 5      | 1a And.    | 1r   |              |
| 2011–12   | 4      | 3a         | 13è  |              |
| 2012–13   | 4      | 3a         | 18è  |              |
| 2013–14   | 5      | 1a And.    | 9è   |              |

| Temporada | Nivell | Divisió   | Lloc | Copa del Rei  |
| --------- | ------ | --------- | ---- | ------------- |
| 2014–15   | 5      | 1a And.   | 4t   |               |
| 2015–16   | 5      | 1a And.   | 2n   |               |
| 2016–17   | 4      | 3a        | 18è  |               |
| 2017–18   | 5      | Div. Hon. | 5è   |               |
| 2018–19   | 5      | Div. Hon. | 1r   |               |
| 2019–20   | 4      | 3a        | 7è   | Primera ronda |
| 2020–21   | 4      | 3a        | 6è   |               |
| 2021–22   | 5      | 3a RFEF   | 13è  |               |
| 2022–23   | 5      | 3a Fed.   | 1r   |               |
| 2023–24   | 4      | 2a Fed.   |      |               |

- 1 temporada a Segona Federació
- 10 temporades a Tercera Divisió
- 2 temporades a Tercera Federació /Tercera Divisió RFEF

## Antics jugadors
- Miguel Ángel Cordero
- Cala
- Toni